# Dólar turismo
Dólar Turismo é a cotação do Dólar americano adotada por agências de turismo, corretoras e correspondentes cambiais, para pessoas que pretendem viajar ao exterior. Ele pode ser oferecido em espécie ou em cartões pré-pagos. A diferença entre o dólar turismo e o dólar comercial é chamada de spread cambial.